# Castello di Cosenza
Das Castello di Cosenza (auch Castello Normanno-Svevo) ist eine Festung aus dem 11. Jahrhundert in Cosenza in der italienischen Region Kalabrien. Sie liegt auf dem Colle Pancrazio, einem der sieben Hügel der Stadt, auf 363 Metern Seehöhe.

## Geschichte
Das Castello di Cosenza wurde auf einer rechteckigen Motte erbaut, deren Ausrichtung auf einen Bau der Bruzen aus dem 6. Jahrhundert v. Chr. hinweist; dieses Volk platzierte früher seine Bauten nach den Haupthimmelsrichtungen.
Aufgrund des Fehlens dokumentarischer Quellen weiß man nicht, ob der Ort der heutigen Burg genau derselbe ist, an dem einmal die Burg der Bruzen stand, aber es steht außer Zweifel, dass die Cosentiner im Jahre 937 ihre eigene Festung auf dem Gipfel dieses Hügels errichteten.

### Staufische Zeit
Die Festung wurde oft als normannisch bezeichnet und tatsächlich ließ Roger II. von Sizilien die Burg vergrößern und verlieh ihr so ihren heutigen Charakter. In dieser Zeit war auch die Kurie in der Burg untergebracht.
Ein schreckliches Erdbeben, das erste in einer langen Reihe, zerstörte 1184 die Burg und machte sie unbrauchbar. Erst mit der Ankunft Kaiser Friedrichs II. im 13. Jahrhundert erhielt die Burg wieder ihren alten Glanz und erfüllte wichtige Verteidigungsfunktionen. Die Staufer erweiterten die Burg erneut, wodurch sie das typische Aussehen der Stauferburgen annahm: Ein rechteckiger Grundriss, Ecktürme, mit Zinnen versehene Wehrgänge und Säle mit Gewölbedecken.

### Unter den Häusern Anjou und Aragón

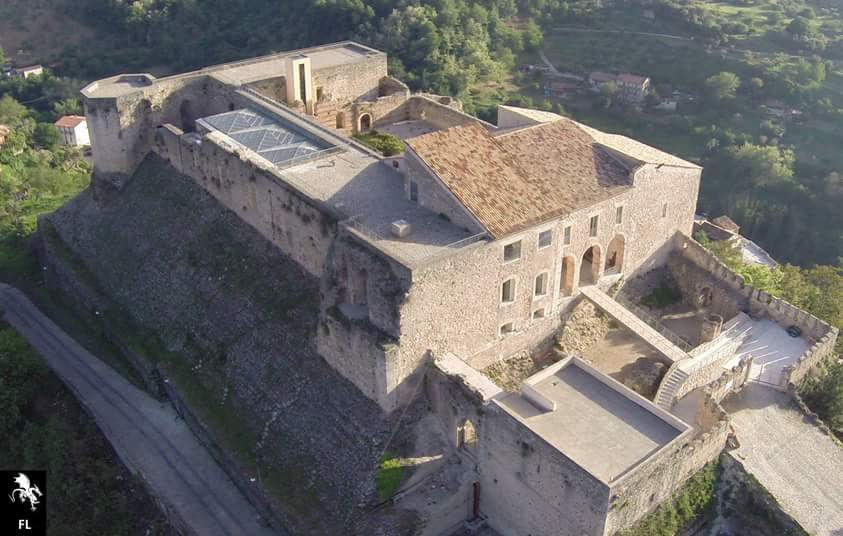
Luftbild der Burg

Mit dem Haus Anjou (13.–15. Jahrhundert) und insbesondere mit Ludwig III., Herzog von Kalabrien, und seiner Gattin, Margarethe von Savoyen, erhielt die Festung erstmalig die Funktion einer herzoglichen Residenz. Während der langandauernden Kämpfe zwischen den Häusern Anjou und Aragón war in der Burg eine Münze (zweite Hälfte des 14. Jahrhunderts) und ein Gefängnis für politische Häftlinge untergebracht. Im 16. Jahrhundert, in einer Zeit spanischer Vorherrschaft, erhielt die Burg wieder ihre ursprüngliche, militärische Funktion, wogegen ab 1638, dem Jahr eines weiteren, zerstörerischen Erdbebens, der Niedergang der Festung begann, die dann nur noch als Materiallager genutzt wurde. In diesem Jahr stürzte einer der Türme ein und fast die gesamte Zinnenbewehrung ging verloren. Die Arbeiten zur Wiederherstellung derselben wären besonders umfangreich gewesen und so zog man es vor, das Gebäude verfallen zu lassen. Mit der Verpflichtung, sie zu restaurieren, wurde die Burg in der zweiten Hälfte des 17. Jahrhunderts zunächst dem Bischof Capece Galeota zugesprochen, der sie weitgehend zur Aufnahme eines Diözesanseminars umbauen ließ, und dann dem Erzbischof Gennaro Clemente Francone.

### Restaurierung durch die Bourbonen und Kauf durch die Stadt
Als die Bourbonen im 19. Jahrhundert kamen, wurden zahlreiche Restaurierungen angeordnet und alle Teile wurden fertiggestellt, aber gleichzeitig änderte sich auch das Aussehen der Burg. In dieser Zeit diente das Gebäude als Gefängnis.
Im letzten Jahrhundert hat das Bauwerk, das durch zahlreiche Erdbeben zur Ruine wurde, jegliche Funktion verloren. Nach dem Erdbeben von 1870, dessen Epizentrum in der Nähe von Cosenza lag, kaufte die Stadt mit Beschluss vom 23. Dezember 1885 die Burgruine, aber sie blieb dann lange Zeit verfallen und aufgegeben.
Erst die letzten, langandauernden Arbeiten, mit denen 2008 begonnen wurde, haben dafür gesorgt, dass die Burg wieder eine Funktion erfüllen konnte, fast ausschließlich für private Zwecke, aber mit einem Teil, der als Restaurant und für Feste genutzt werden kann.

## Bildergalerie

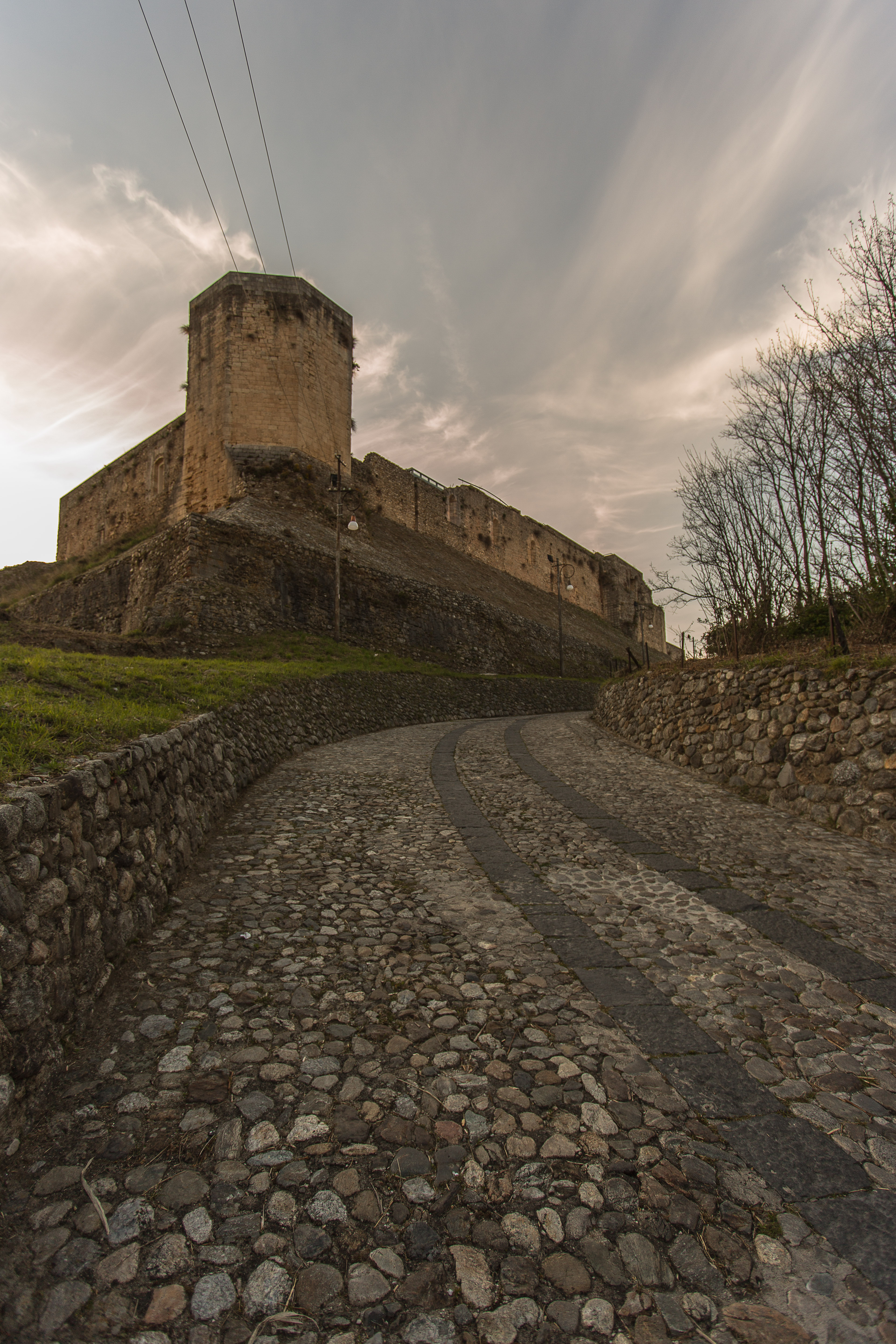
Der achteckige Turm
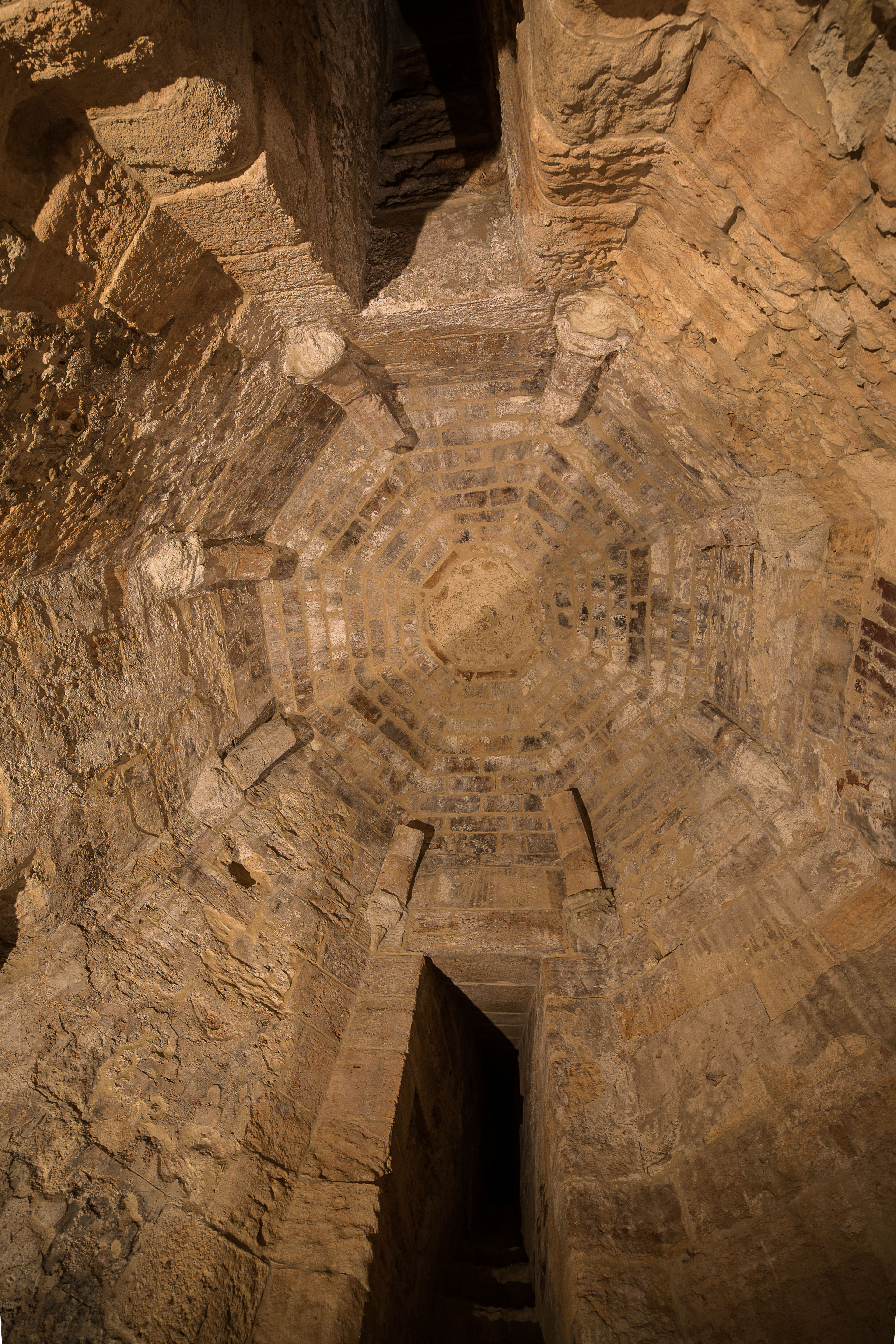
Das Innere des achteckigen Turms
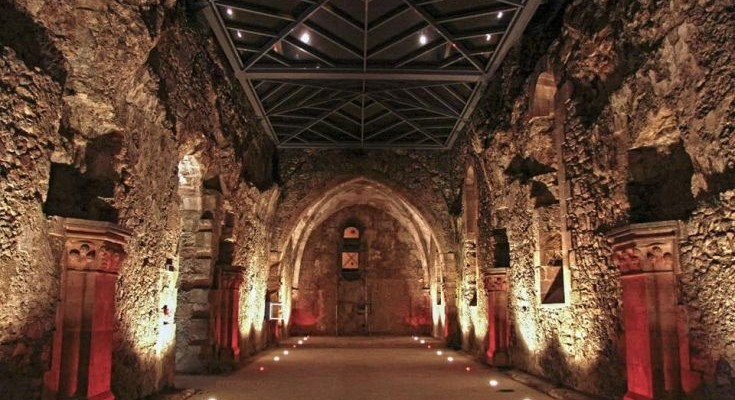
Der abgedeckte Innenhof nach der Restaurierung
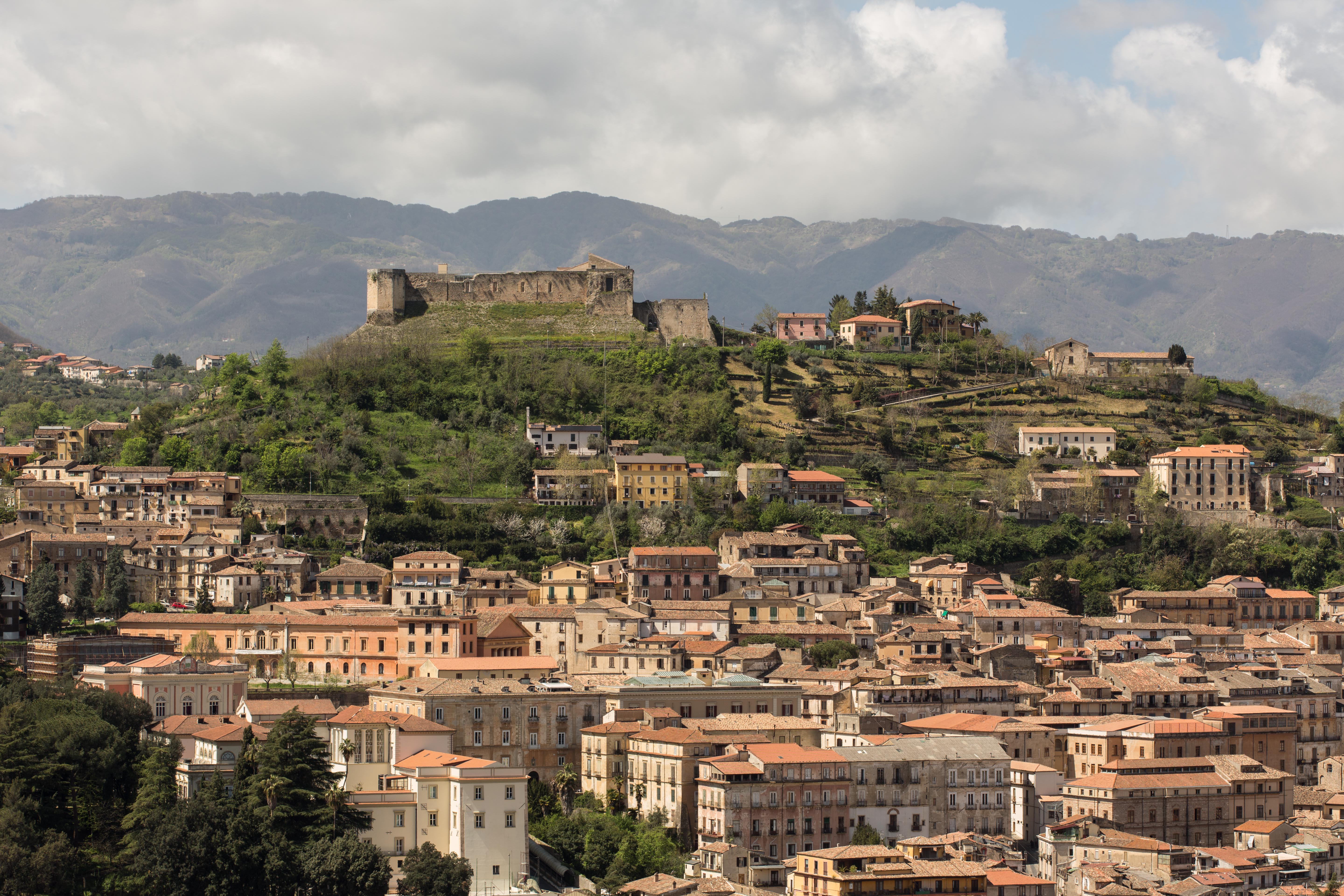
Stadtpanorama mit Burg
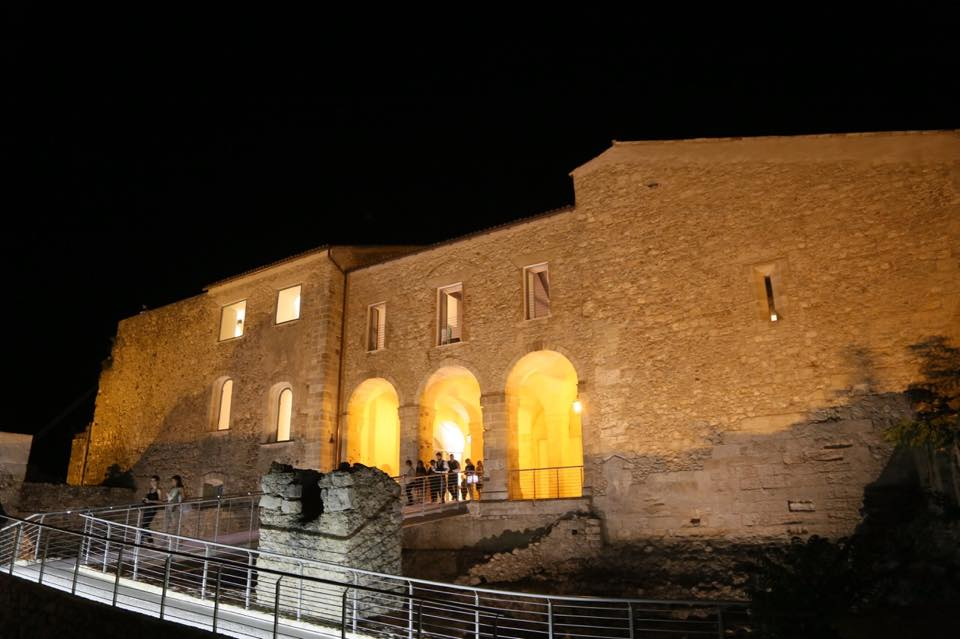
Eingang zur Burg